# باول فوستر-بيل
باول فوستر-بيل هو دبلوماسي وسياسي نيوزيلندي، ولد في مارس 1977 في وانغاري في نيوزيلندا. نشط حزبياً في الحزب الوطني في نيوزيلندا. وقد انتخب عضو مجلس النواب النيوزيلندي ‏ عن دائرة List MP ‏ وقد انضم خلال فترته النيابية ‏ (21 مايو 2013 – ) للكتلة البرلمانية الحزب الوطني في نيوزيلندا.

## وصلات خارجية
- الموقع الرسمي